# جيم باول
جيم باول (بالإنجليزية: Jim Powell)‏ هو مؤرخ أمريكي، ولد في 1944.

## وصلات خارجية
لم يتم العثور على روابط لمواقع التواصل الاجتماعي.